# Malá Skrovnice
Malá Skrovnice (německy Klein Skraunitz) je malá vesnice a část obce Velká Skrovnice v okrese Ústí nad Orlicí. Nachází se asi 1,5 kilometru severozápadně od Velké Skrovnice. Malá Skrovnice leží v katastrálním území Velká Skrovnice o výměře 5,75 km².

## Historie
První písemná zmínka o vesnici pochází z roku 1369.

## Další fotografie

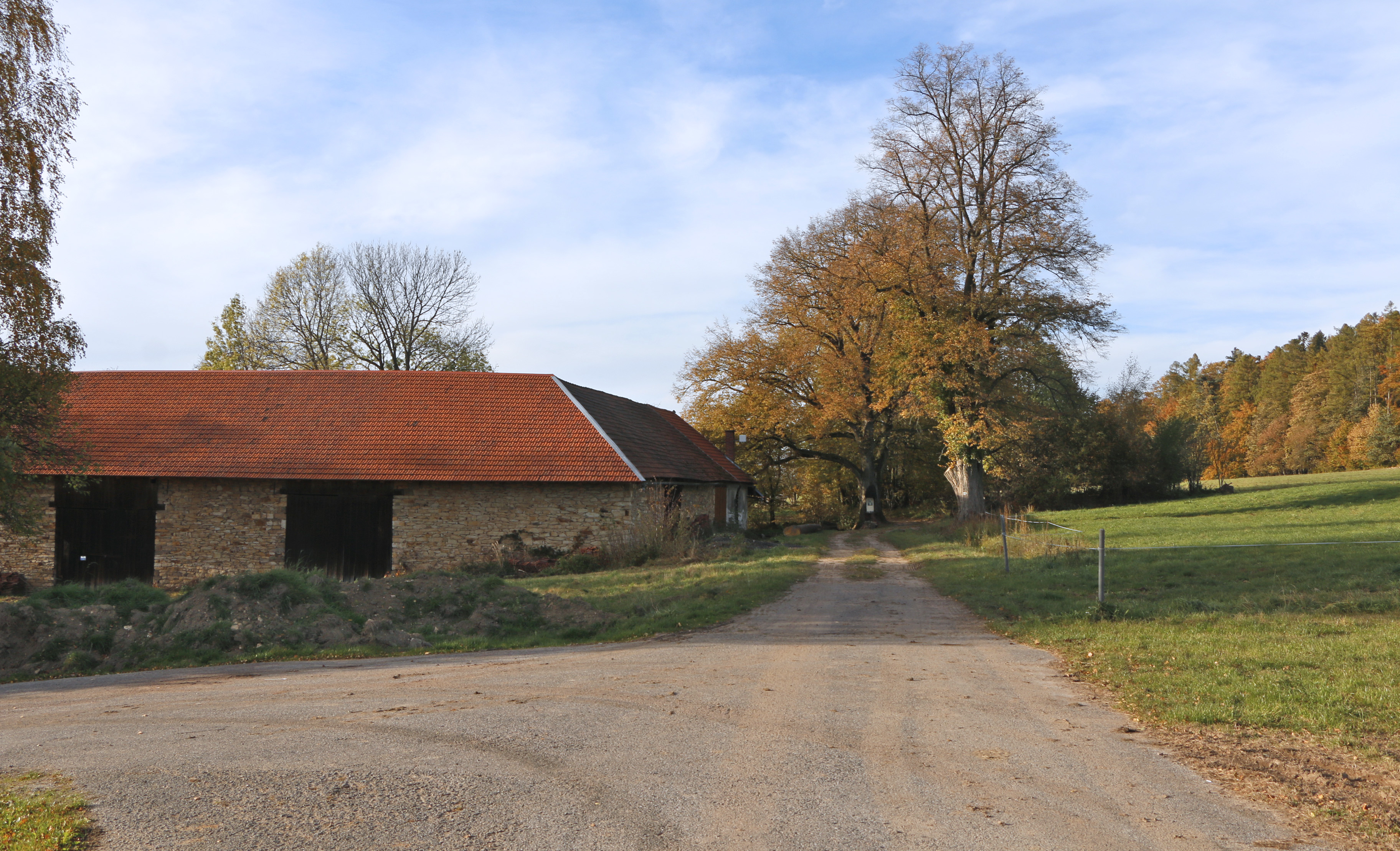
Stodola na severu
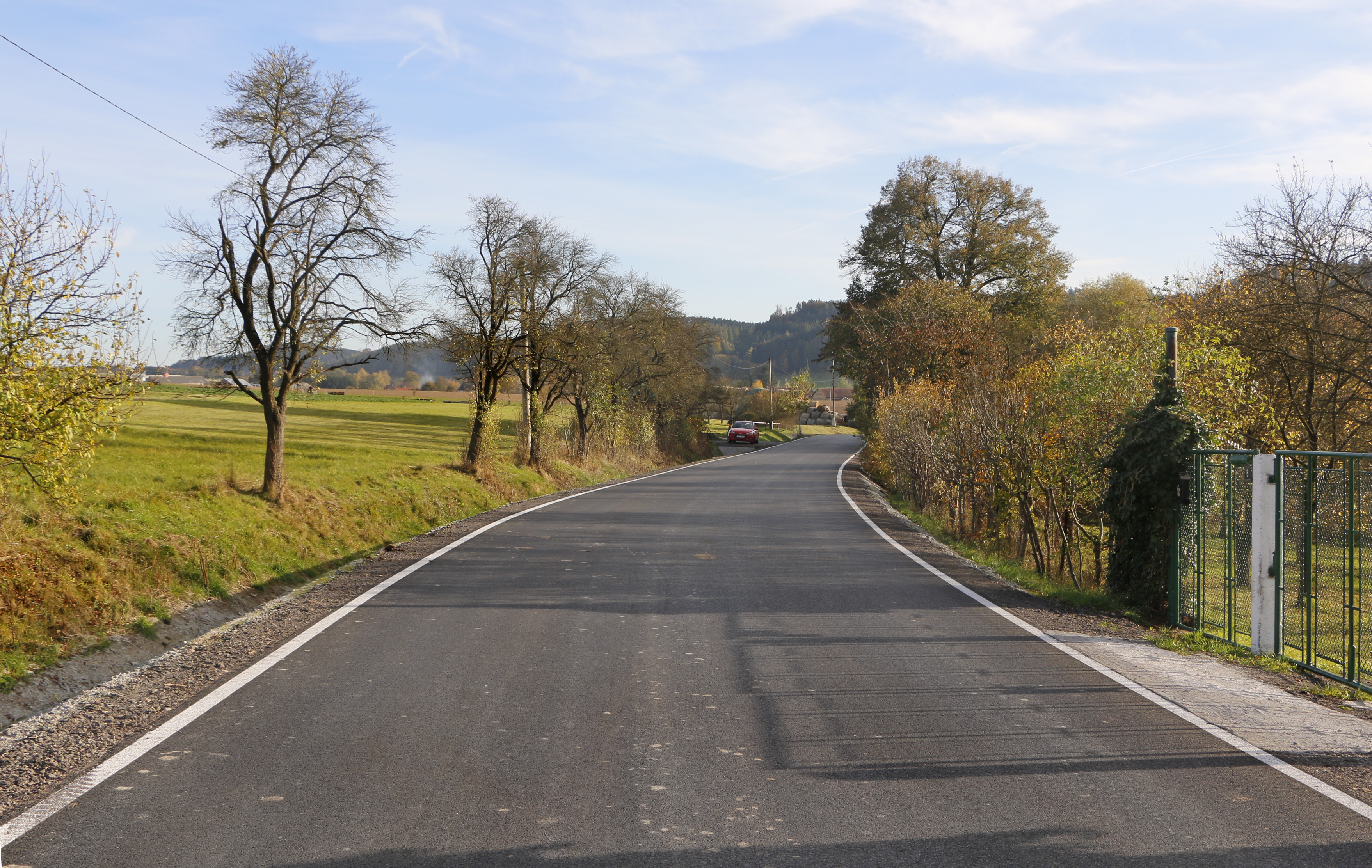
Silnice k Velké Skrovnici
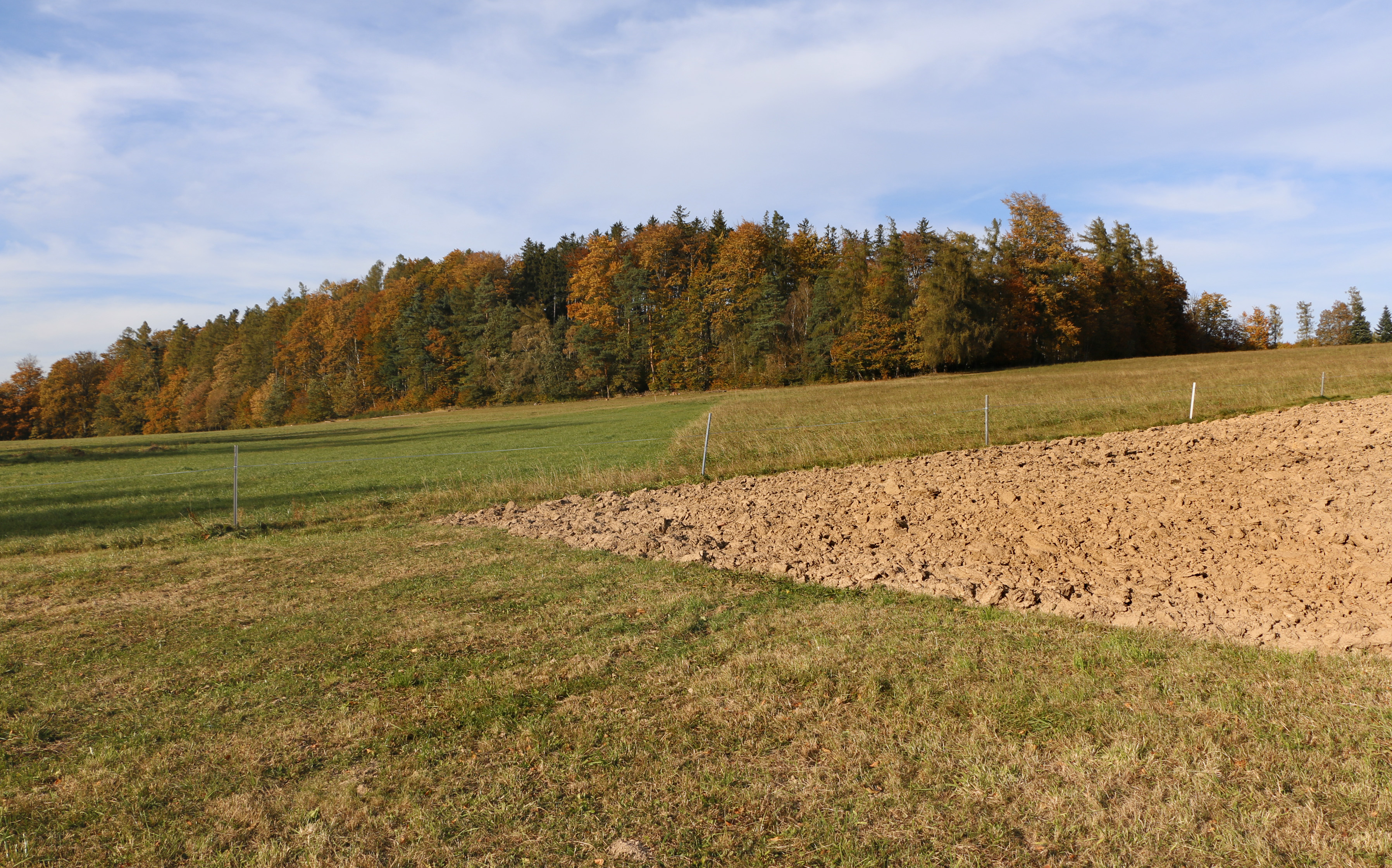
Krajina severně od vesnice